# Primera División de Venezuela 2007-08
La Temporada 2007-08 de la Primera División de Venezuela (oficialmente, por motivos de patrocinio Copa CANTV) se inició el 4 de agosto de 2007 con la participación de 18 equipos, ello luego del ascenso de 8 equipos tras la expansión de la liga aprobada por la Federación Venezolana de Fútbol. En la temporada 2007-08 se llegó al récord de asistencia a los estadios de fútbol venezolanos a 740.000 personas en un torneo local.
El ganador de cada uno de los torneos (Apertura 2007 y Clausura 2008) obtiene un cupo directo a la Copa Libertadores 2009. Además de estos dos cupos, el siguiente equipo posicionado en la Tabla Acumulada de toda la temporada 2007-08 obtiene un cupo a la ronda previa de la Copa Libertadores de América 2009 mientras que el equipo que le siga a este obtiene uno de los dos cupos de Venezuela a la Copa Sudamericana 2008.
Los dos últimos equipos posicionados en la Tabla Acumulada de la Temporada 2007-08 descienden a la Segunda División de Venezuela.

## Equipos participantes
Los equipos participantes en la Temporada 2007-08 de la Primera División del Fútbol Venezolano son los siguientes:
| - Mineros de Guayana - Aragua FC - Atlético El Vigía FC - Carabobo FC - Caracas FC - Deportivo Anzoátegui SC - Deportivo Italia - Deportivo Táchira FC - Estrella Roja FC |  | - Estudiantes de Mérida FC - Guaros FC - Llaneros de Guanare FC - Monagas SC - Portuguesa FC - Trujillanos FC - UA Maracaibo - Unión Lara FC - Zamora FC |

## Torneo Apertura
El Torneo Apertura 2007 es el primer torneo de la Temporada 2007-08 en la Primera División de Venezuela.

### Clasificación
|    | Equipo                   | PTS | JJ | JG | JE | JP | GF | GC | DG  |
| -- | ------------------------ | --- | -- | -- | -- | -- | -- | -- | --- |
| 1  | Caracas FC               | 37  | 17 | 10 | 7  | 0  | 31 | 10 | +21 |
| 2  | Deportivo Anzoátegui SC  | 34  | 17 | 10 | 4  | 3  | 31 | 12 | +19 |
| 3  | Deportivo Táchira FC     | 28  | 17 | 7  | 7  | 3  | 22 | 10 | +12 |
| 4  | UA Maracaibo             | 28  | 17 | 7  | 7  | 3  | 26 | 20 | +6  |
| 5  | Zamora FC                | 24  | 17 | 6  | 6  | 5  | 19 | 11 | +8  |
| 6  | Portuguesa FC            | 24  | 17 | 6  | 6  | 5  | 15 | 18 | -3  |
| 7  | Llaneros de Guanare FC   | 23  | 17 | 6  | 5  | 6  | 25 | 23 | +2  |
| 8  | Aragua FC                | 23  | 17 | 6  | 5  | 6  | 30 | 30 | 0   |
| 9  | Mineros de Guayana       | 23  | 17 | 6  | 5  | 6  | 28 | 27 | +1  |
| 10 | Guaros FC                | 23  | 17 | 7  | 2  | 8  | 28 | 33 | -5  |
| 11 | Trujillanos FC           | 23  | 17 | 6  | 5  | 6  | 22 | 27 | -5  |
| 12 | Monagas SC               | 22  | 17 | 6  | 4  | 7  | 31 | 26 | +5  |
| 13 | Deportivo Italia         | 22  | 17 | 5  | 7  | 5  | 17 | 14 | +3  |
| 14 | Estudiantes de Mérida FC | 20  | 17 | 5  | 5  | 7  | 21 | 28 | -7  |
| 15 | Atlético El Vigía FC     | 19  | 17 | 6  | 1  | 10 | 18 | 26 | -8  |
| 16 | Carabobo FC              | 15  | 17 | 4  | 3  | 10 | 13 | 25 | -12 |
| 17 | Unión Lara FC            | 14  | 17 | 3  | 5  | 9  | 25 | 32 | -7  |
| 18 | Estrella Roja FC         | 13  | 17 | 3  | 4  | 10 | 19 | 45 | -26 |

Leyenda: PTS (Puntos), JJ (Juegos jugados), JG (Juegos Ganados), JE (Juegos Empatados), JG (Juegos Perdidos), GF (Goles a Favor), GC (Goles en Contra), DG (Diferencia de Goles).

## Torneo Clausura
El Torneo Clausura 2008 es el segundo torneo de la temporada 2007-08 en la Primera División de Venezuela.

### Clasificación
|    | Equipo                   | PTS | JJ | JG | JE | JP | GF | GC | DG  |
| -- | ------------------------ | --- | -- | -- | -- | -- | -- | -- | --- |
| 1  | Deportivo Táchira FC     | 42  | 17 | 13 | 3  | 1  | 30 | 15 | +15 |
| 2  | Caracas FC               | 36  | 17 | 10 | 6  | 1  | 34 | 18 | +16 |
| 3  | Deportivo Anzoátegui SC  | 32  | 17 | 10 | 2  | 5  | 33 | 14 | +19 |
| 4  | Deportivo Italia         | 28  | 17 | 7  | 7  | 3  | 23 | 16 | +7  |
| 5  | Guaros FC                | 28  | 17 | 8  | 4  | 5  | 19 | 15 | +4  |
| 6  | UA Maracaibo             | 27  | 17 | 8  | 3  | 6  | 28 | 22 | +6  |
| 7  | Zamora FC                | 26  | 17 | 8  | 3  | 6  | 26 | 25 | +1  |
| 8  | Carabobo FC              | 24  | 17 | 6  | 6  | 5  | 19 | 16 | +3  |
| 9  | Estrella Roja FC         | 24  | 17 | 7  | 3  | 7  | 25 | 31 | -6  |
| 10 | Portuguesa FC            | 23  | 17 | 6  | 5  | 6  | 25 | 25 | 0   |
| 11 | Atlético El Vigía FC     | 19  | 17 | 6  | 1  | 10 | 19 | 25 | -6  |
| 12 | Estudiantes de Mérida FC | 18  | 17 | 4  | 6  | 7  | 18 | 26 | -8  |
| 13 | Llaneros de Guanare FC   | 18  | 17 | 5  | 3  | 9  | 18 | 27 | -9  |
| 14 | Aragua FC                | 17  | 17 | 4  | 5  | 8  | 18 | 22 | -4  |
| 15 | Monagas SC               | 17  | 17 | 5  | 2  | 10 | 16 | 26 | -10 |
| 16 | Mineros de Guayana       | 16  | 17 | 3  | 7  | 7  | 18 | 22 | -4  |
| 17 | Unión Lara FC            | 14  | 17 | 3  | 5  | 9  | 18 | 30 | -12 |
| 18 | Trujillanos FC           | 13  | 17 | 3  | 4  | 10 | 18 | 31 | -13 |

Leyenda: PTS (Puntos), JJ (Juegos jugados), JG (Juegos Ganados), JE (Juegos Empatados), JG (Juegos Perdidos), GF (Goles a Favor), GC (Goles en Contra), DG (Diferencia de Goles).

## Final
| 28 de mayo de 2008 | Caracas FC              | 1-1 (0-0) | Deportivo Táchira FC | Estadio Olímpico de Caracas, Caracas                    |                                                         |
|                    | Juan David Valencia 80' |           | Javier Villafráz 85' | Asistencia: 22.500 espectadores Árbitro(s): José Argote | Asistencia: 22.500 espectadores Árbitro(s): José Argote |

| 31 de mayo de 2008                                                               | Deportivo Táchira FC | 0-0 (0-0) | Caracas FC | Estadio Pueblo Nuevo, San Cristóbal                           |  |
|                                                                                  |                      |           |            | Asistencia: 38.000 espectadores Árbitro(s): Giovanny Perluzzo |  |
| Deportivo Táchira FC consigue su 6to título de la Primera División de Venezuela. |                      |           |            |                                                               |  |

Deportivo Táchira FC

Campeón

## Acumulada

### Clasificación
| Pos | Equipo                   | Pts | JJ | JG | JE | JP | GF | GC | Dif | Competición                |
| --- | ------------------------ | --- | -- | -- | -- | -- | -- | -- | --- | -------------------------- |
| 1   | Caracas FC               | 73  | 34 | 20 | 13 | 1  | 65 | 28 | 37  | Copa Libertadores 2009     |
| 2   | Deportivo Táchira FC     | 70  | 34 | 20 | 10 | 4  | 52 | 25 | 27  | Copa Libertadores 2009     |
| 3   | Deportivo Anzoátegui SC  | 66  | 34 | 20 | 6  | 8  | 64 | 26 | 38  | Pre Copa Libertadores 2009 |
| 4   | UA Maracaibo             | 55  | 34 | 15 | 10 | 9  | 54 | 42 | 12  | Pre Copa Sudamericana 2008 |
| 5   | Guaros FC                | 51  | 34 | 15 | 6  | 13 | 47 | 47 | 0   |                            |
| 6   | Deportivo Italia         | 50  | 34 | 12 | 14 | 8  | 40 | 30 | 10  |                            |
| 7   | Zamora FC                | 50  | 34 | 14 | 8  | 12 | 45 | 36 | 9   |                            |
| 8   | Portuguesa FC            | 47  | 34 | 13 | 10 | 11 | 40 | 43 | -3  |                            |
| 9   | Llaneros de Guanare FC   | 41  | 34 | 11 | 8  | 15 | 43 | 50 | -7  |                            |
| 10  | Aragua FC                | 40  | 34 | 10 | 10 | 14 | 48 | 52 | -4  | Copa Sudamericana 2008     |
| 11  | Mineros de Guayana       | 39  | 34 | 9  | 12 | 13 | 45 | 49 | -4  |                            |
| 12  | Monagas SC               | 39  | 34 | 11 | 6  | 17 | 46 | 52 | -6  |                            |
| 13  | Carabobo FC              | 39  | 34 | 10 | 9  | 15 | 32 | 41 | -9  |                            |
| 14  | Atlético El Vigía FC     | 38  | 34 | 12 | 2  | 20 | 38 | 52 | -14 |                            |
| 15  | Estudiantes de Mérida FC | 38  | 34 | 9  | 11 | 14 | 39 | 54 | -15 |                            |
| 16  | Estrella Roja FC         | 37  | 34 | 10 | 7  | 17 | 44 | 76 | -32 |                            |
| 17  | Trujillanos FC           | 36  | 34 | 9  | 9  | 19 | 40 | 58 | -18 | Descenso                   |
| 18  | Unión Lara FC            | 28  | 33 | 6  | 10 | 17 | 42 | 60 | -18 | Descenso                   |

El Aragua FC se encuentra clasificado a la Copa Sudamericana 2008 al haberse coronado campeón de la Copa Venezuela 2007
Leyenda: PTS (Puntos), JJ (Juegos jugados), JG (Juegos Ganados), JE (Juegos Empatados), JG (Juegos Perdidos), GF (Goles a Favor), GC (Goles en Contra), DG (Diferencia de Goles).

### Top 5 goleadores
| Jugador | Jugador              | Jugador          | Goles | Equipo                             |
| ------- | -------------------- | ---------------- | ----- | ---------------------------------- |
| 1       | Bandera de Venezuela | Alexander Rondón | 19    | Deportivo Anzoátegui               |
| 2       | Bandera de Venezuela | Rafael Castellín | 16    | Caracas FC                         |
| 2       | Bandera de Venezuela | Armando Maita    | 16    | Monagas SC (10) y UA Maracaibo (6) |
| 4       | Bandera de Venezuela | Johny Carneiro   | 15    | Mineros de Guayana                 |
| 5       | Bandera de Venezuela | Wuiswel Isea     | 14    | Unión Lara FC (8) y Aragua FC (6)  |

### Reconocimientos
| Reconocimiento           |                  |
| ------------------------ | ---------------- |
| Jugador más destacado    | Ronald Vargas    |
| Entrenador más destacado | Carlos Maldonado |
| Mejor Portero            | Manuel Sanhouse  |
| Mejor Juvenil            |                  |
| Mejor Árbitro            |                  |
| Fair Play                |                  |

### Resultados
Resultados "oficiales" del Torneo Apertura (A) y el Torneo Clausura (C) de la Primera División Venezolana de Fútbol 2007/08. Las filas corresponden a los juegos de local mientras que las columnas corresponden a los juegos de visitante de cada uno de los equipos. Los resultados en color azul corresponden a victoria del equipo local, rojo a victoria visitante y amarillo a empate.
| 2007/08 Actualizado: 25 de mayo de 2008 | A.Vig   | Ara     | Carb    | CCS     | D.Anz   | D.Ita   | D.Tch   | E.Roj   | Estu    | Gua     | Lla     | Min     | Mon     | Por     | Tru     | UAM     | U.Lar   | Zam     |
| Atlético El Vigía FC                    |         | 3-1 (A) | 1-1 (C) | 0-2 (C) | 1-5 (C) | 1-2 (A) | 1-0 (A) | 1-0 (C) | 2-3 (A) | 0-1 (A) | 0-0 (A) | 3-0 (C) | 2-1 (C) | 2-1 (A) | 2-0 (C) | 0-2 (A) | 3-2 (C) | 1-0 (C) |
| Aragua FC                               | 2-1 (C) |         | 1-1 (C) | 1-2 (C) | 1-0 (C) | 1-0 (A) | 1-1 (A) | 3-2 (A) | 5-2 (A) | 3-1 (A) | 3-1 (A) | 1-1 (A) | 1-2 (C) | 2-3 (A) | 2-0 (C) | 1-1 (A) | 1-2 (C) | 2-2 (C) |
| Carabobo FC                             | 0-1 (A) | 0-2 (A) |         | 1-1 (A) | 0-1 (A) | 1-0 (A) | 0-1 (C) | 4-1 (C) | 2-1 (C) | 0-0 (C) | 1-0 (C) | 0-1 (C) | 2-0 (C) | 0-1 (A) | 2-0 (A) | 1-0 (A) | 0-0 (C) | 1-2 (C) |
| Caracas FC                              | 2-0 (A) | 2-2 (A) | 1-1 (C) |         | 0-1 (C) | 0-0 (A) | 2-2 (C) | 6-4 (C) | 2-1 (A) | 5-1 (A) | 0-0 (A) | 0-0 (C) | 3-0 (C) | 3-1 (A) | 3-1 (C) | 0-0 (A) | 4-2 (C) | 3-1 (C) |
| Deportivo Anzoátegui                    | 1-0 (A) | 5-1 (A) | 1-0 (C) | 2-3 (A) |         | 1-1 (A) | 2-3 (C) | 7-1 (C) | 3-0 (A) | 3-1 (A) | 2-1 (C) | 1-0 (C) | 4-0 (C) | 0-0 (A) | 4-0 (A) | 1-1 (A) | 2-1 (C) | 5-0 (C) |
| Deportivo Italia                        | 1-0 (C) | 2-1 (C) | 2-0 (C) | 1-1 (C) | 2-0 (C) |         | 0-0 (A) | 1-1 (A) | 2-0 (A) | 1-1 (A) | 3-0 (A) | 2-3 (A) | 2-3 (A) | 2-0 (C) | 2-2 (C) | 1-1 (C) | 1-0 (A) | 1-0 (A) |
| Deportivo Táchira FC                    | 1-0 (C) | 3-0 (C) | 0-0 (A) | 0-1 (A) | 0-0 (A) | 1-0 (C) |         | 6-1 (A) | 1-0 (C) | 1-0 (C) | 3-2 (C) | 3-0 (A) | 3-2 (A) | 4-1 (C) | 2-0 (A) | 4-3 (C) | 2-0 (A) | 0-0 (A) |
| Estrella Roja FC                        | 0-1 (A) | 3-2 (C) | 3-2 (A) | 1-1 (A) | 1-3 (A) | 0-0 (C) | 0-1 (C) |         | 4-1 (C) | 3-2 (C) | 0-1 (C) | 1-0 (C) | 1-1 (A) | 3-3 (C) | 3-2 (A) | 2-1 (C) | 1-4 (A) | 0-1 (A) |
| Estudiantes de Mérida FC                | 1-0 (C) | 1-1 (C) | 2-0 (A) | 1-2 (C) | 1-1 (C) | 2-0 (C) | 0-1 (A) | 1-1 (A) |         | 2-1 (A) | 1-0 (A) | 1-1 (A) | 2-1 (A) | 2-2 (C) | 1-0 (C) | 0-0 (C) | 2-2 (A) | 2-2 (A) |
| Guaros FC                               | 1-0 (C) | 1-0 (C) | 3-1 (A) | 0-0 (C) | 0-1 (C) | 1-1 (C) | 1-0 (A) | 3-1 (A) | 1-1 (C) |         | 4-3 (A) | 3-1 (A) | 2-2 (A) | 1-0 (C) | 4-1 (C) | 2-1 (C) | 2-1 (A) | 0-3 (A) |
| Llaneros de Guanare FC                  | 2-1 (C) | 0-2 (C) | 3-1 (A) | 1-2 (C) | 1-0 (A) | 1-0 (C) | 1-1 (A) | 5-1 (A) | 0-0 (C) | 3-2 (C) |         | 3-2 (A) | 2-1 (A) | 1-0 (C) | 1-1 (A) | 3-6 (C) | 2-0 (A) | 1-1 (A) |
| CD Mineros de Guayana                   | 1-0 (A) | 0-0 (C) | 2-1 (A) | 1-3 (A) | 1-0 (A) | 2-2 (C) | 2-2 (C) | 6-0 (A) | 2-3 (C) | 0-1 (C) | 3-0 (C) |         | 1-1 (A) | 3-3 (C) | 1-5 (A) | 2-0 (C) | 3-3 (A) | 0-0 (A) |
| Monagas SC                              | 4-1 (A) | 1-0 (A) | 4-0 (A) | 0-3 (A) | 2-3 (A) | 0-1 (C) | 0-1 (C) | 1-0 (C) | 5-0 (C) | 0-1 (C) | 1-0 (C) | 1-1 (C) |         | 0-1 (A) | 0-1 (A) | 0-2 (C) | 2-1 (C) | 2-0 (A) |
| Portuguesa FC                           | 2-3 (C) | 1-0 (C) | 0-0 (C) | 1-1 (C) | 1-0 (C) | 1-0 (A) | 2-2 (A) | 1-2 (A) | 0-0 (A) | 1-0 (A) | 1-0 (A) | 0-3 (A) | 2-1 (C) |         | 2-1 (C) | 1-1 (A) | 4-0 (C) | 2-1 (C) |
| Trujillanos FC                          | 3-2 (A) | 0-0 (A) | 2-3 (C) | 1-1 (A) | 1-1 (C) | 1-1 (A) | 1-2 (C) | 0-0 (C) | 1-0 (A) | 4-3 (A) | 2-1 (C) | 2-1 (C) | 1-1 (C) | 2-0 (A) |         | 1-1 (A) | 2-0 (C) | 1-4 (C) |
| UA Maracaibo                            | 3-1 (C) | 1-1 (C) | 2-3 (C) | 1-2 (C) | 1-0 (C) | 0-0 (A) | 0-1 (A) | 4-0 (C) | 4-2 (A) | 2-1 (A) | 3-2 (A) | 2-1 (A) | 3-3 (A) | 1-0 (C) | 2-1 (C) |         | 2-1 (A) | 2-0 (C) |
| Unión Lara FC                           | 2-3 (A) | 6-4 (A) | 1-1 (A) | 0-2 (A) | 0-3 (A) | 4-4 (C) | 0-0 (C) | 1-2 (C) | 2-1 (C) | 0-1 (C) | 1-1 (C) | 1-1 (C) | 1-3 (A) | 1-1 (A) | 3-0 (A) | 0-1 (C) |         | 0-0 (A) |
| Zamora FC                               | 3-1 (A) | 1-0 (A) | 1-2 (A) | 0-2 (A) | 0-1 (A) | 0-2 (C) | 2-0 (C) | 0-1 (C) | 3-2 (C) | 2-1 (C) | 1-1 (C) | 2-0 (C) | 4-1 (C) | 0-0 (A) | 3-0 (A) | 4-0 (A) | 2-0 (C) |         |
|                                         | A.Vig   | Ara     | Carb    | CCS     | D.Anz   | D.Ita   | D.Tch   | E.Roj   | Estu    | Gua     | Lla     | Min     | Mon     | Por     | Tru     | UAM     | U.Lar   | Zam     |